# Ligne 163 (Infrabel)
Pour les articles homonymes, voir Ligne 163.
La ligne 163 est une ligne de chemin de fer belge, également appelée ligne des crêtes (elle suit en partie la limite de séparation des eaux entre les bassins de la Meuse et du Rhin), relie Libramont à Gouvy et Saint-Vith via Bastogne. Elle est actuellement fermée et hors service (la voie était toujours posée entre Libramont et l'entrée de la gare de Bastogne, jusqu'au début des années 2010). En 2017, un « pré-Ravel », circulable à pied et à vélo, a été aménagé entre Libramont et Wideumont.
Il s'agit d'une ligne secondaire, qui dessert peu de localités importantes, au-delà des quatre citées ci-dessus. Le tronçon Bastogne – Gouvy évite particulièrement les localités de la région traversée, à quelques exceptions près.

## Historique
La ligne fut établie en 3 phases : 
- En 1869, une antenne est établie par la Grande compagnie du Luxembourg entre Libramont, sur la ligne du Luxembourg et Bastogne ;
- En 1884-1885, la ligne est prolongée par la compagnie de l'État belge vers Gouvy, qui était depuis 1867 reliée au rail par l'axe Liège - Pepinster - Spa - Stavelot - Gouvy - frontière luxembourgeoise (Ligne 42) ;
- La section à double voie Gouvy - Saint-Vith, en 1917 posée à des fins militaires par l'occupant durant la Première Guerre mondiale, après que l'ensemble de la ligne ait été mis à double voie en 1915 et qu'un saut-de-mouton ait été construit à Libramont. Il s'agit en effet du couloir le plus direct entre la Prusse et le Nord-est de la France, via la Vennbahn et la ligne 163A.

L'ensemble de la ligne sera remis à voie unique entre 1935 et 1938. Après la Seconde Guerre mondiale, la ligne sera fermée en plusieurs phases : 
- La section Gouvy - Saint-Vith sera progressivement abandonnée dans l'immédiat après-guerre. Les Cantons de l'Est comptent bien trop d'infrastructures ferroviaires par rapport aux besoins de la région. La section est finalement fermée en 1953 et démontée en 1963.
- Avec le plan IC/IR de 1984, la desserte voyageur est supprimée à son tour entre Bastogne-Sud et Gouvy de même que la desserte des haltes et gares entre Libramont et Bastogne, la ligne devient donc directe de Libramont à Bastogne. Le trafic marchandise quant à lui reste exploité jusque Bourcy, il sera à son tour abandonné en 1991.
- En 1988, la section Bastogne-Sud - Bastogne-Nord est rouverte au trafic voyageur et un quai est reconstruit à Bastogne-Nord, il ne servira que 5 années. La ligne est conservée pour l'intérêt de la nation et est parcourue en 1990 par le patrimoine ferroviaire touristique.
- En 1993, la SNCB transfère le trafic voyageur entre Libramont et Bastogne à la route. Officiellement, c'est une mesure temporaire. Les bus - fournis par le TEC - sont toutefois exploités par la SNCB. La ligne fait les frais de l'absence d'investissement, la vitesse moyenne y étant devenue très médiocre.
- En 1998, la section Gouvy - Bastogne, inexploitable, sera déferrée.
- En avril 2010, la ligne a été déferrée dans un premier temps entre Wideumont et Bastogne et par la suite entre Libramont et Wideumont. Les traverses ainsi que les rails ayant été enlevés, seuls subsistent encore quelques signaux et balises entre Wideumont et Flohimont. Le ballast d'origine est toujours en place, la plupart des passages à niveau aussi.
- En septembre 2017 la ligne a été mise en pré-ravel entre Libramont et Wideumont
- Jusqu'en septembre 2020[1], la ligne était toujours listée par Infrabel, mais exploitée entre Libramont et Bastogne par des bus TEC (ligne 163b du TEC). La ligne de bus TEC Libramont - Bastogne avait la particularité d’être accessible avec des billets SNCB ordinaires ; les gares de Bastogne-Nord[2] et Bastogne-Sud[3] faisant toujours partie des gares exploitées par la SNCB, bien que ne disposant plus de voies de chemin de fer.
- Depuis le 1er septembre 2020[1], la ligne de bus TEC 163b a été remplacée par deux lignes de bus TEC (la ligne 6 "express" et la ligne 601 "scolaire). Les titres de transport SNCB ne sont dès lors plus acceptés[1] pour aller à Bastogne. Il y a par ailleurs maintenant aussi la possibilité de prendre un bus "Express" depuis Marloie, pour les voyageurs qui viennent du nord, mais uniquement en semaine.

## Utilisation
Plus aucun train ne circule sur cette ligne ; des bus TEC se substituent aux trains de voyageurs.

### RAVeL L163
Entre Bastogne et Gouvy, la ligne 163 est goudronnée et réservée aux cyclistes et piétons, sous le nom de Ligne 163 du RAVeL.
Entre Libramont et Wideumont la ligne a été également goudronnée en 2017 (pré-Ravel)

## Ouvrages d'art

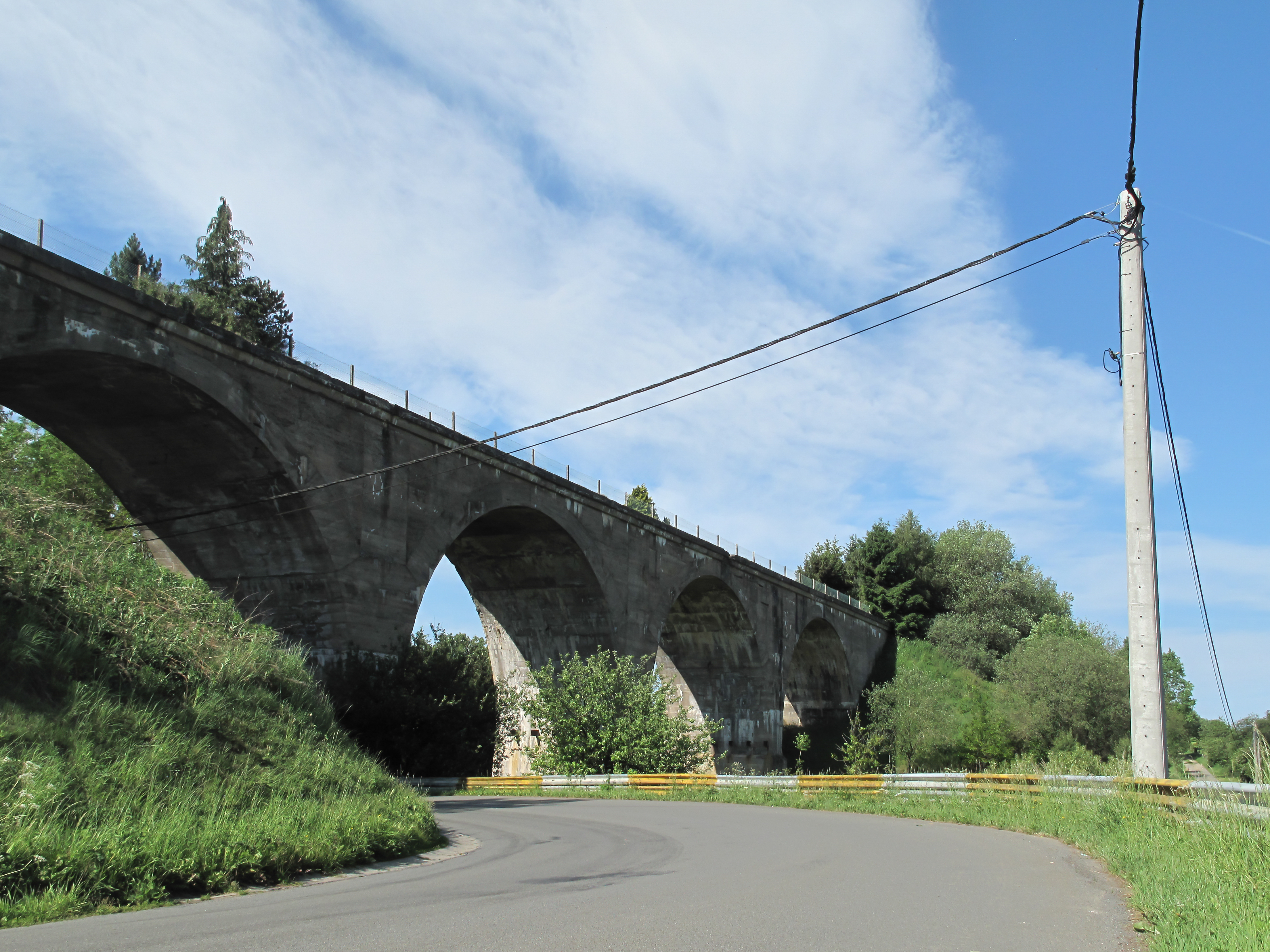
Viaduc de Neundorf

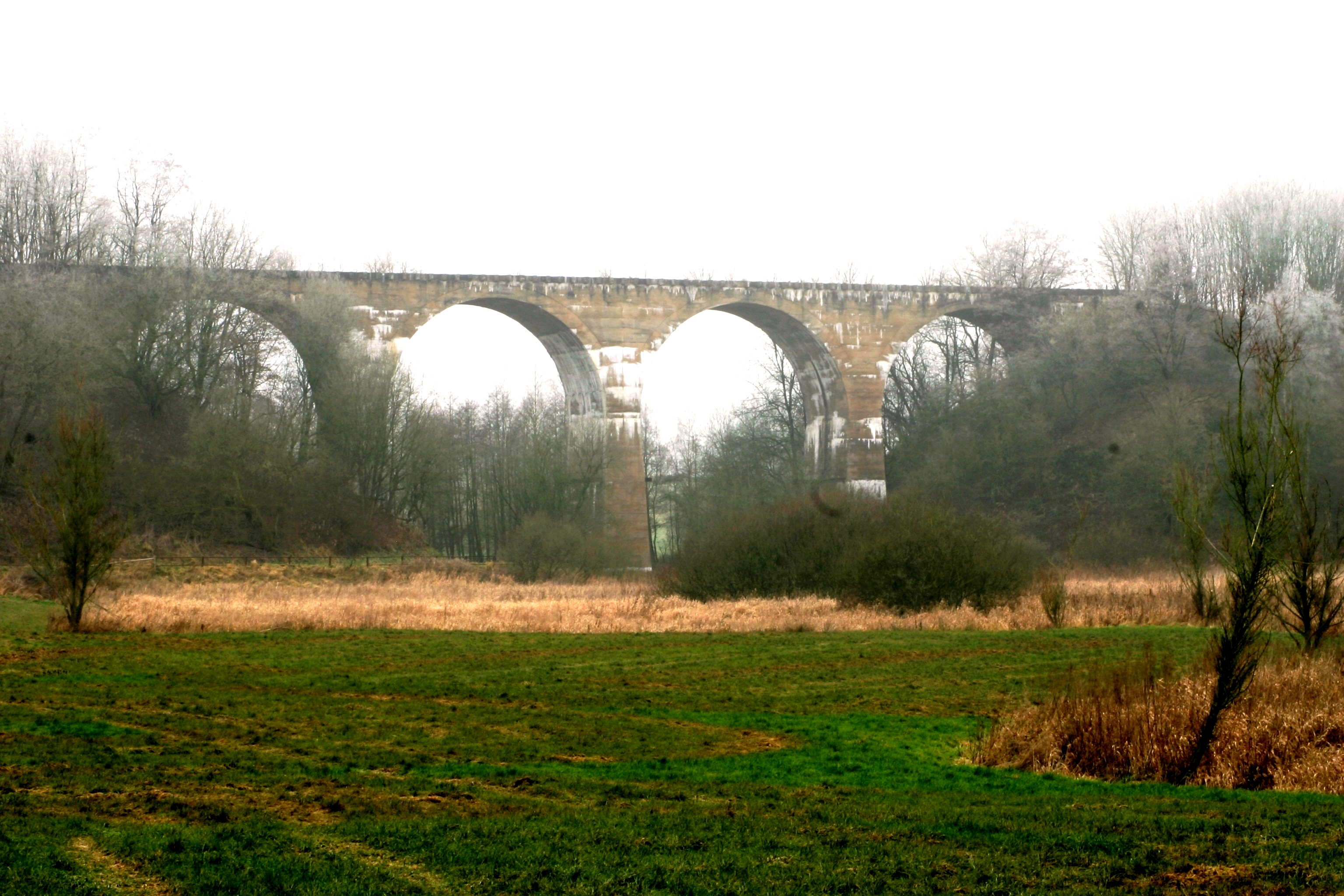
Viaduc de Weisten

### Viaducs
La ligne ne comporte aucun tunnel mais possédait plusieurs viaducs. Si la section posée par la Grande compagnie du Luxembourg évite les difficultés géographiques, la section Gouvy–Saint-Vith comporte plusieurs viaducs, réalisés en béton :
- à Beho, un viaduc à trois arches franchissait une route ; détruit lors de la guerre, il fut remplacé par un simple pont sous le talus[4] ;
- à Braunlauf se trouvait un grand viaduc de cinq arches de 125m de long[4] ; dynamité par l'armée belge en 1940, il fut d'abord remplacé par un pont provisoire puis par un grand talus percé d'un petit pont[5] ;
- le viaduc de Neundorf (quatre arches) a échappé à la destruction ;
- près de Saint-Vith se trouvait le viaduc de Mailhust (cinq arches)[4] ; détruit lors de la bataille des Ardennes, il fut remplacé par un pont provisoire appuyé sur la seule arche restante[5] ;
  - après la fermeture de la ligne en 1953, cet ouvrage temporaire fut démonté ; l'arche et les culées du viaduc d'origine furent démolies dans les années 1980 pour la construction de l'autoroute E42 ;
- à Saint-Vith, la jonction avec la Vennbahn comportait un pont et un viaduc de cinq arches et une travée sur la Vennbahn
  - détruit à au moins deux reprises lors de la guerre, il ne restait que le passage sur la Vennbahn
  - il n'a pas été reconstruit après le conflit ; ses restes seront démolis en 1992[5].

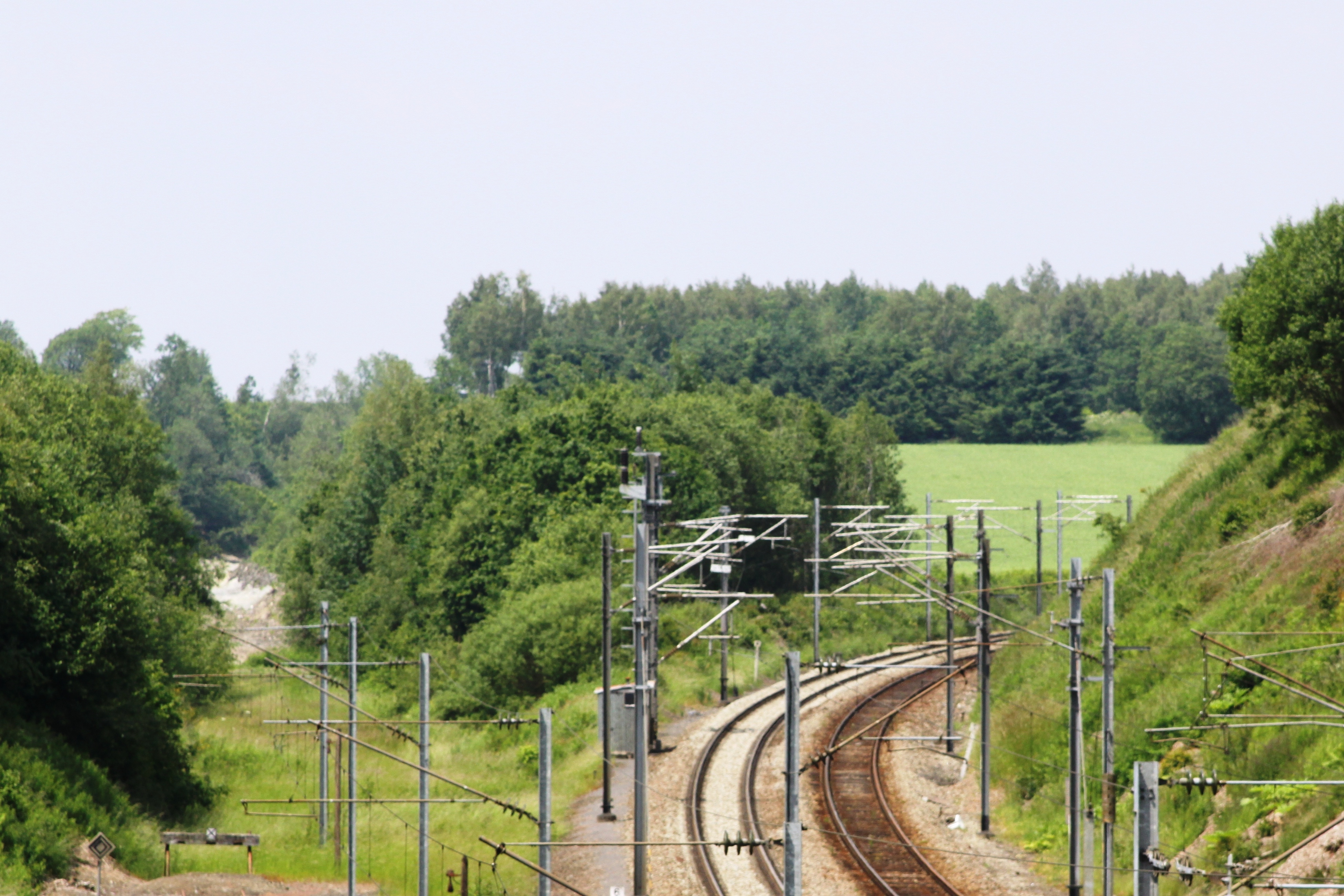
À Gouvy, la ligne 163 vers Saint-Vith se séparait de la ligne 42 à cet endroit.

### Autres ouvrages
Entre Libramont et Gouvy, la ligne ne comporte que quelques ponceaux et ponts routiers à l'exception d'un grand saut-de-Mouton construit par l'occupant allemand. L'ouvrage est en béton et jouxte un grand pont en pierres et en briques sur une route. Un certain nombre de ponts routiers datent de la deuxième moitié du XXe siècle.
Entre Gouvy et Saint-Vith, la ligne, stratégique, ne devait comporter aucun croisement à niveau (avec le réseau routier et les autres lignes ferroviaires). Un certain nombre de ponts routiers enjambant la ligne, ainsi que celui de la ligne 42, existent toujours, parfois comblés.

### Sources
- (nl) Wim deridder - Spoorlijnen in Belgïe
- (nl) - Paul Kevers :  Belgische spoorlijnen